# Capitainerie de Porto Seguro
La capitainerie de Porto Seguro dans la division administrative du Brésil en capitaineries héréditaires, faite par le roi de Portugal Jean III fut attribuée au donataire Pero do Campo Tourinho.
La lettre de candidature de Pero do Campo fut signée le 27 mai 1534. La capitainerie était constituée de 50 lieues de côte entre les Rios Murici et Poxim
Le sol était de très bonne qualité pour cultiver la canne à sucre, il y avait des rivières et beaucoup de bois de pau brasil.
Vers 1516, deux missionnaires de la Province de São Francisco de Portugal arrivèrent à Porto Seguro et développèrent la catéchèse entre les Tupiniquims et l'assistance religieuse aux colons, soldats et déportés portugais. Ce sont eux qui construisirent la première église du pays dédiée à São Francisco de Assis et localisée au Outeiro da Glória, sur la partie haute de la ville dont il ne subsiste même pas de ruines.
Au XVIe siècle, beaucoup d'expéditions partirent de Porto Seguro vers le sertão sans pourtant créer d'agglomérations. Parmi ces expéditions, citons 
- celle de Francisco Bruza de Espinosa (1553), accompagné du père jésuite João de Azpilcueta Navarro. On suppose qu'il explora le bassin du Jequinhonha les sources des Rios Pardo et das Velhas atteignant le São Francisco
- celle de Martim de Carvalho(1567) remonta le Rio Jequitinhonha, arrivant à la serra de Itacambira, où il découvrit des sables aurifères;
- celle de Sebastião Fernandes Tourinho (1572) explora la vallée du Rio Doce, ayant atteint, on le croit, l'actuelle Diamantina, et
- celle de Antônio Dias Adorno (1574), partant de Salvador par mer, il remonta le Rio Caravelas et par terre, il arriva à la vallée du Rio Mucuri et aux terres de l'actuel État du Minas Gerais.

Au milieu du XVIIIe siècle, les capitaineries d'Ilhéus(1754), de Porto Seguro, d'Itaparica et celle de Paraguaçu furent réincorporées à la Couronne avec celle qui appartint à Francisco Pereira Coutinho pour former le siège du Gouvernement Général formant la grande capitainerie de Bahia qui comprenait les États actuels de Bahia et du Sergipe.

## Source
- (pt) Cet article est partiellement ou en totalité issu de l’article de Wikipédia en portugais intitulé « Capitania de Porto Seguro » (voir la liste des auteurs).